# Amaliendorf-Aalfang
Amaliendorf-Aalfang osztrák mezőváros Alsó-Ausztria Gmündi járásában. 2018 januárjában 1102 lakosa volt.

## Elhelyezkedése

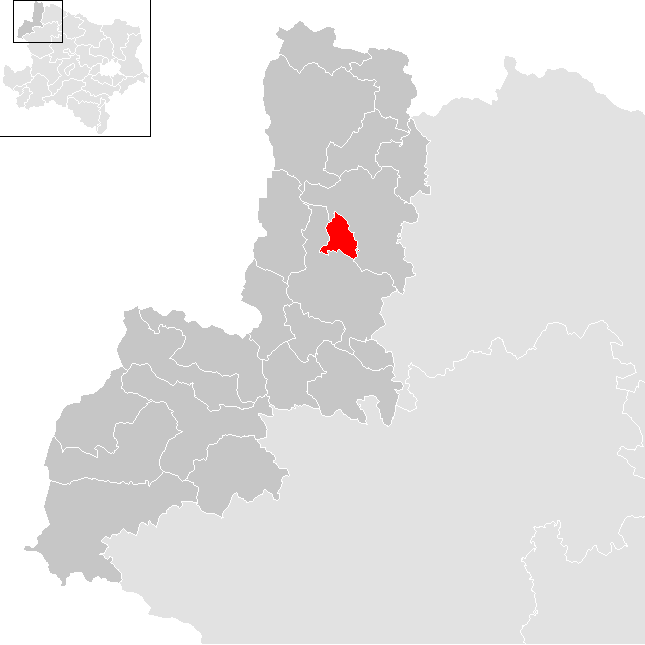
Amaliendorf-Aalfang a Gmündi járásban

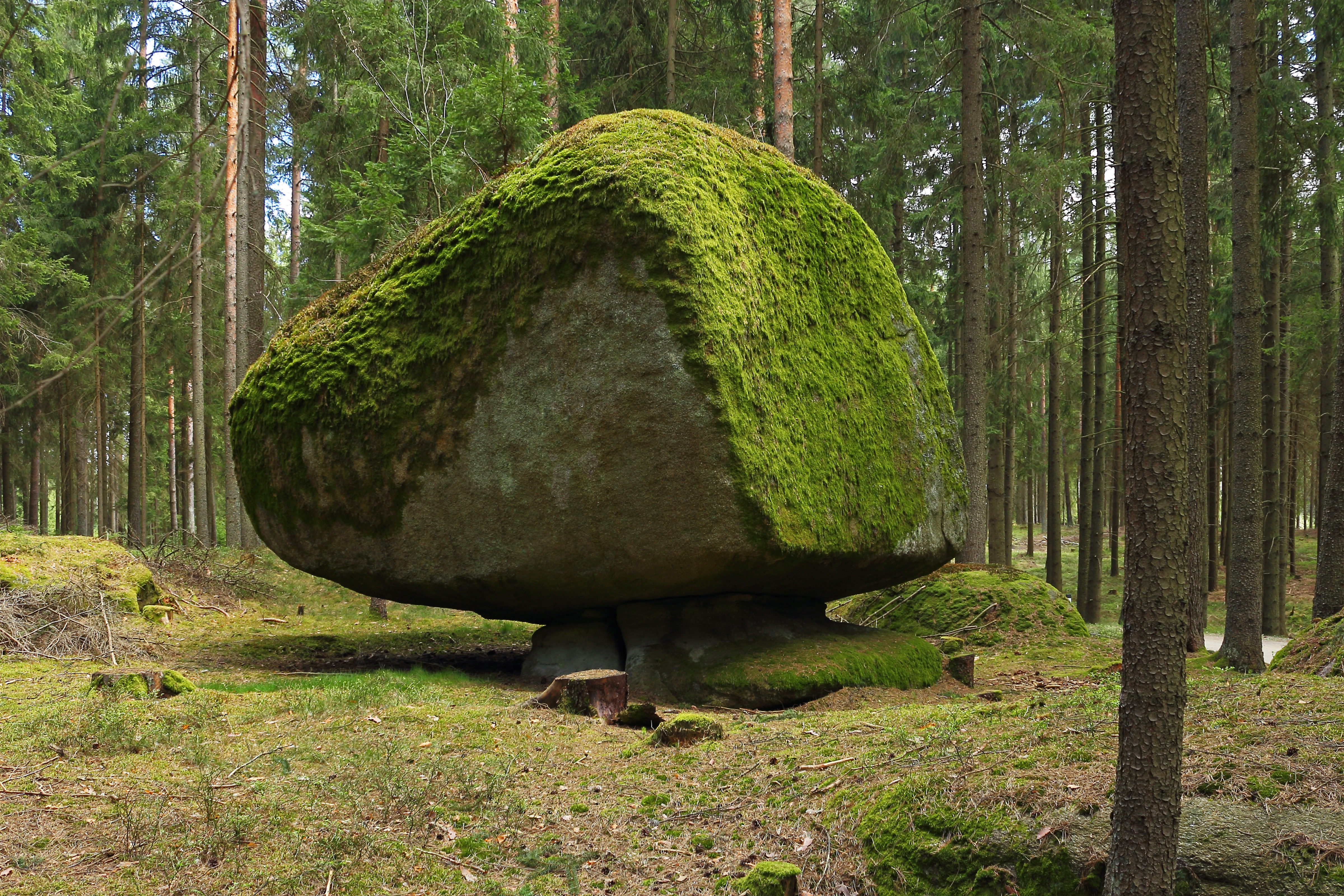
Védett gránisziklaalakzat

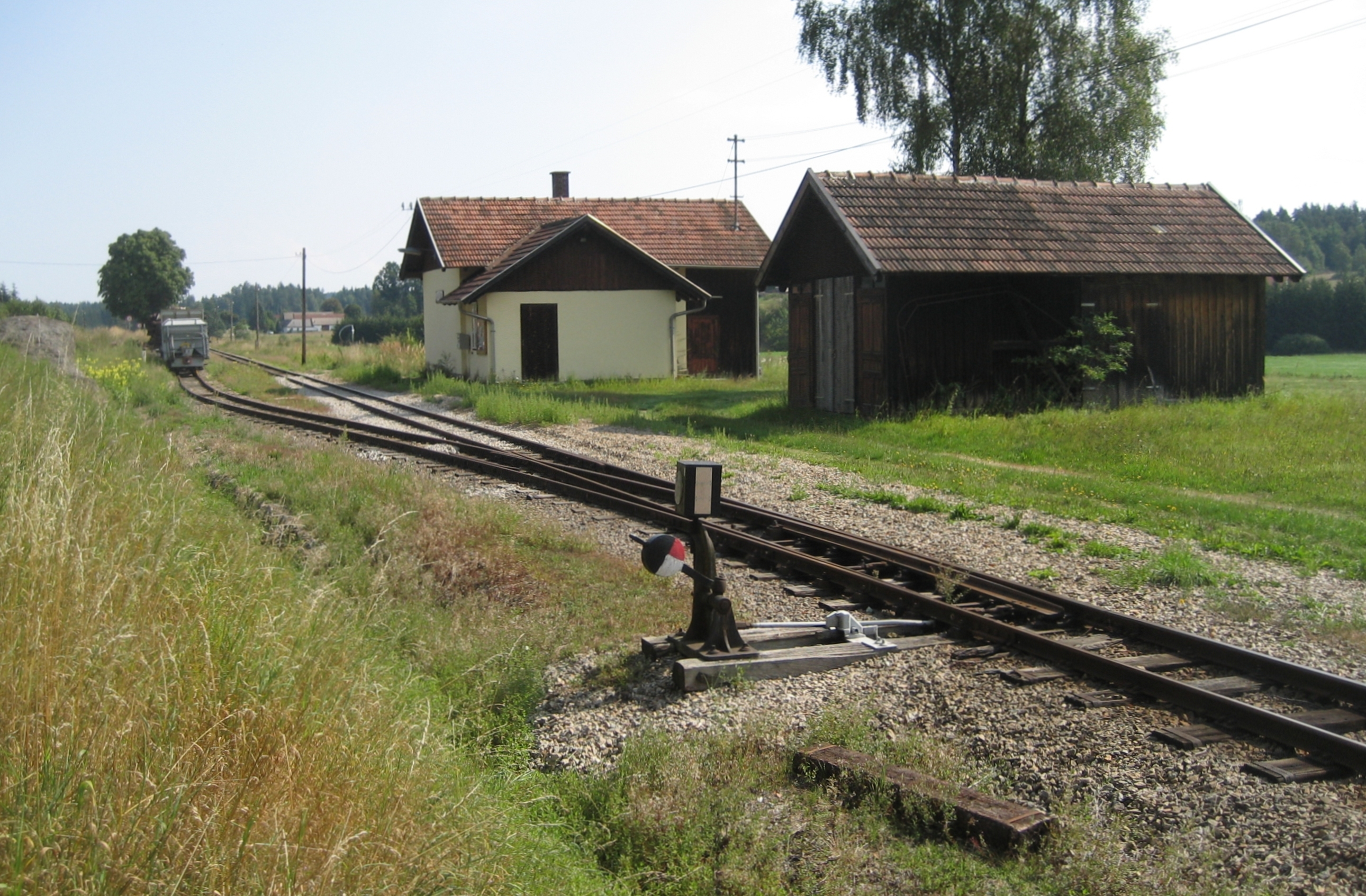
Aalfang vasútállomása

Amaliendorf-Aalfang Alsó-Ausztria Erdőnegyedének (Waldviertel) északi részén fekszik, a Romaubach és a Braunaubach folyók találkozásánál. Területének 41,8%-a erdő. Az önkormányzat 3 települést egyesít: Aalfang (333 lakos 2018-ban), Amaliendorf (733 lakos) és Falkendorf (36 lakos). A kataszteri közösségek Aalfang, Amaliendorf és Falkendorf.
A környező önkormányzatok: északkeletre Heidenreichstein, délnyugatra Schrems.

## Története
Az önkormányzathoz tartozó három település a környező városokhoz, falvakhoz képest új alapítású. Aalfang valamikor 1600 előtt jött létre. 1627-ben már megemlítik "Alennfang" gátját a Romaubach torkolatánál, ahol angolnacsapdákat helyeztek el.
Falkendorfot a schremsi Falkenhaynok alapították 1730 körül.
Amaliendorfot a Schwarzenau-uradalom birtokosa, Mária Amália főhercegnő udvarmestere, Straßoldo gróf hozta létre 1799-ben és a falut gazdájáról nevezte el.
Amaliendorf és Aalfang községek 1967-ben egyesültek. A mezővárosi rangot 1999-ben nyerték el. 

## Lakosság
Az amaliendorf-aalfangi önkormányzat területén 2018 januárjában 1102 fő élt. A lakosságszám 1910-ben érte el csúcspontját 2176 fővel, azóta többé-kevésbé csökkenő tendenciát mutat. 2015-ben a helybeliek 96%-a volt osztrák állampolgár; a külföldiek közül 0,8% a régi (2004 előtti), 1,8% az új EU-tagállamokból érkezett. 2001-ben a lakosok 87,7%-a római katolikusnak, 1,5% evangélikusnak, 2,5% mohamedánnak, 7,6% pedig felekezeten kívülinek vallotta magát. 

## Látnivalók
- a Miasszonyunk mennybemenetele-kápolna Amaliendorfban

## Híres amaliendorfiak
- Laura Kamhuber (1999) énekesnő

## Fordítás
- Ez a szócikk részben vagy egészben  az   Amaliendorf-Aalfang című német Wikipédia-szócikk ezen változatának fordításán alapul.  Az eredeti cikk szerkesztőit annak laptörténete sorolja fel. Ez a jelzés csupán a megfogalmazás eredetét és a szerzői jogokat jelzi, nem szolgál a cikkben szereplő információk forrásmegjelöléseként.